# Athis flavimaculata
Athis flavimaculata is een vlinder uit de familie Castniidae. De wetenschappelijke naam van de soort is, als Castnia flavimaculata, voor het eerst geldig gepubliceerd in 1972 door J.Y. Miller.
De soort komt voor in het Neotropisch gebied.